# Zakbijbelbond
De Zakbijbelbond is een christelijke interkerkelijke non-profitorganisatie die tot doel heeft christenen te stimuleren de Bijbel te lezen, bij zich te dragen en te delen met anderen. De Zakbijbelbond is in 1914 gesticht als Nederlandse afdeling van de internationaal opererende Pocket Testament League, welke uit 1893 stamt. Wereldwijd werken de leden met Johannes-evangeliën om het evangelie te verspreiden. In Nederland ontstond er veel vraag naar Bijbels en bijbelgedeelten voor anderstaligen. Hierdoor is de Zakbijbelbond zich steeds meer gaan toeleggen op de verspreiding hiervan in allerlei talen.
In 2004 is de Zakbijbelbond gefuseerd met de gelijkgestemde vereniging Gospel for Guests, resulterende in de stichting Zakbijbelbond-Gospel for Guests. 
In 2016 is de organisatie uitgever geworden van de Basisbijbel, De Bijbel in makkelijk Nederlands.

## BijbelFonds
ZakBijbelBond-Gospel for Guests heeft een bijbelfonds opgezet welke evangelisten gratis van Bijbels voorziet. Evangelisten kunnen zich hiervoor opgeven, maar de organisatie benadert ook zelf evangelisten.